# Tricholochmaea rufosanguinea
Tricholochmaea rufosanguinea is een keversoort uit de familie bladkevers (Chrysomelidae). De wetenschappelijke naam van de soort werd in 1827 gepubliceerd door Thomas Say.